# Абаев, Аслаудин Мухамбекович
Аслауди́н Мухамбе́кович Аба́ев (род. 4 декабря 1964, Грозный) — советский борец классического стиля, победитель (1986) и призёр (1987, 1988) чемпионатов СССР, обладатель Кубка СССР, чемпион Европы (1987) и мира (1987), Заслуженный мастер спорта СССР (1987).

## Биография
Родился 4 декабря 1964 года в Грозном. Боролся в весовой категории до 68 кг. Выступал за спортивный клуб «Динамо» (Грозный). Его тренерами были Заслуженные тренеры СССР и России Сайд-Ахмад и Сайд-Селим Абдулаевы.
После того, как не сумел пройти отбор в состав олимпийской сборной 1988 года, он оставил большой спорт и перешёл на тренерскую работу. В настоящее время является главным тренером сборной команды Чеченской республики по греко-римской борьбе. Одним из его воспитанников является бронзовый призёр чемпионата России 2013 года Лом-Али Акаев. В 2014 году Абаев участвовал в эстафете олимпийского огня.

## Спортивные достижения
- Кубок СССР 1986 года — ;
- Чемпионат СССР по классической борьбе 1986 года — ;
- Чемпионат СССР по классической борьбе 1987 года — ;
- Чемпионат СССР по классической борьбе 1988 года — ;
- Победитель международных турниров в Будапеште (Венгрия, 1987), Финляндии (1987), Румынии (1988);
- Победитель международного турнира серии Гран-при Ивана Поддубного (Таллин, 1987).